# خون‌بها (فیلم ۱۹۹۶)
خون‌بها (به انگلیسی: Ransom) فیلمی بزهکاری و مهیج است محصول سال ۱۹۹۶ و به کارگردانی ران هاوارد است. در این فیلم بازیگرانی همچون مل گیبسون، رنه روسو، گری سینایس، نیک نولتی، دلروی لیندو، لیلی تیلور، لیو شرایبر، دانی والبرگ، ایوان هندلر، پل گویلفویل، ژوزه زونیگا، دن هدایا و دیوید وادیم ایفای نقش کرده‌اند.